# Francisco Reimundo
Francisco Reimundo (Buenos Aires, Argentina; 1930 - ibídem, 6 de enero de 1994) fue un pintor, escenógrafo y director teatral argentino.

## Carrera
Francisco Reimundo supo destacarse en el ambiente escénico teatral argentino  de forma notoria. Se recibe de profesor de sorfeo y teoría en el Conservatorio de Música  de Bs. As. cuya dirección realizaba el maestro Alberto Williams, a la edad de trece años.
Como artista plástico se expone por primera vez en el Salón Estímulo de Bs. As. en el año 1948. Luego estudia escenografía en el taller que tenía su padre Don Francisco Reimundo, un prestigioso pintor y escenógrafo de las décadas del '30 y '40. 
Prosigue sus estudios escenográficos en la "Escuela Superior de Bellas Artes Ernerto de la Cárcova". Teniendo como profesor al maestro Rodolfo Franco. Fue autor escenográfico de sobre bocetos de Saulo Benavente, Germen Gelpi, Mario Vanarelli, entre otros.
Realiza junto al pintor Batlle Planas una escenografía para este maestro en la Historia de un soldado desconocido, de Igor Stravinsky en el Teatro Gran Splendid.
Incursionando en el mundo del ballet realiza varias escenografías del maestro griego Vassili Lambrinos, que con su grupo se presenta en Río de Janeiro, San Pablo y ciudades del interior del país. Para este mismo artista boceta el vestuario y decorado para su coreografía de Concierto de Grieg en la bemol, que se presenta en la ciudad de Londres en el Festival Hall bajo la dirección de Antón Dolin, durante los festejos de coronación de la Reina Isabel el 28 de junio de 1953.
Trabajó para  la Compañía Argentina de Obras Musicales Francisco Canaro-Ivo Pelay. En sus escenografías junto a Francisco Ángel Carcavallo se lucieron primeras estrellas del cine como Tita Merello, Pedro Quartucci, Elena Lucena, entre otros.
Entre algunos de sus trabajos se destacan los seleccionados para la temporada del Teatro Alemán de Bs. As. (1961), para las comedias musicales Carnival (1962), El hombre de la mancha (1968), La novicia rebelde (1968), Mamá (1970), Las mariposas son libres (1971) y El gran deschave (1972).
Al poco tiempo se une al mítico director y creador de figuras Carlos A. Petit, con quien forma una asociación teatral en la que pone sus escenografías y codirige. Entre ellas se destacan:
- ¡No hay Arturo que dure 100 años! (1959).
- Todo bicho que conintes va a parar al Otamendi (1960).
- ¡Proceso en la revista!' (1964), estrenada en el Teatro El Nacional, con Rafael Carret, Gogó Andreu, Zulma Faiad, Zaima Beleño, Alberto Anchart, Santiago Bal y Alberto Castillo.
- Tú, ella y la cama (1965), con la Compañía José Cibrián y Ana María Campoy.[3]
- Mi bello damo (1965), en el Teatro El Nacional, con Adolfo Stray, Nélida Roca, Gogó Andreu, Alfredo Barbieri, Thelma Tixou, Santiago Bal y Alberto Anchart.
- Cuando la abuelita no era hippie (1968).[4]
- Corrientes… Casi esquina Champs Elysées' (1969), con Nélida Lobato, Adolfo Stray, Alfredo Barbieri, Tini Araujo, Eber Lobato, Carlos Scazziotta, Roberto García Ramos, Romerito, Isabel Hernández y las mundialmente famosas: Blue Bell Girls.
- Gershas al desnudo  en el Teatro El Nacional, junto a la entonces pareja conformada por Nélida Lobato y Eber Lobato, con Alfredo Barbieri y el Rafael Carret en 1970.
- La revista de Buenos Aires (1971), con Tito Lusiardo, Mimí Pons, Alfredo Barbieri, Norma Pons, Rosana Falasca, Moria Casán, Katia Iaros, Adriana Parets, Pete Martin y Rafael Carret.
- Ruidos de aplausos (1971), con Adolfo Stray, Ethel Rojo, Norma Pons, Alfredo Barbieri, Norma Pons y Alberto Locati.
- Oh Calcutta' Al Uso Nostro (1971), estrenada en el Teatro El Nacional. Con dirección musical de Lino Vinci. Junto a las hermanas Mimí Pons y Norma Pons, Alfredo Barbieri, Pedrito Rico, Roberto García Ramos, Mario Fortuna, Mister Alex, Irene Moreno, Elena Barrionuevo, Claudio Borel, Enrique Barreta, Christi Elaine y José Enrique.
- Aquí se mata de risa (1973), en el Teatro Cómico de Buenos Aires (Actual Teatro Lola Membrives) junto a Adolfo Stray, Alfredo Barbieri, Carmen Barbieri, Don Pelele, Patricia Dal, Rafael Carret, García Ramos, Moria Casán, Micket Squar, Raquel Álvarez y Lynn Allison.
- La banana mecánica (1974), en el Teatro Cómico, estelarizado por José Marrone, Estela Raval, Moria Casán, Jorge Luz, Guido Gorgatti, Haydeé Padilla y Patricia Dal.
- Stray al gobierno, Marrone al poder (1974), con José Marrone, Adolfo Stray, Estela Raval y Katia Iaros.
- Erase una vez en Buenos Aires (1976) con Carlos Perciavalle, Valeria Lynch, Katia Iaros, Dringue Farías, Gogó Andreu, Adriana Parets, Carlos Perciavalle, Roberto García Ramos y Mimí Ardú.
- Los reyes del Tabarís (1978), con Adolfo Stray, Dringue Farías, Alfredo Barbieri, Adriana Aguirre, Vicente Rubino, Rodolfo Zapata, Lía Crucet y Roberto García Ramos.
- Zulma en Tabaris (1978), en el Teatro Tabarís, con Osvaldo Pacheco, Alfredo Barbieri, Zulma Faiad, Camila Perissé y Lia Crucet.
- Los años locos del Tabaris (1980), con Alberto Anchart, Mario Sánchez, Moria Casán, Orlando Marconi, Carlos Scazziotta y Carmen Barbieri.
- Los salvajes deseos de mi marido (1987) de John Tobias, estrenada en el Teatro Candilejas de Carlos Paz, con dirección de José María Paolantonio y protagonizada por Soledad Silveyra y Arnaldo André.[5]
- Buenos Aires versus París (1988).